# Agonopterix atomella
Agonopterix atomella — вид метеликів родини плоских молей (Depressariidae).

## Поширення
Вид поширений на більшій частині Європи. Присутній у фауні України.

## Опис
Розмах крил становить 16-22 мм.

## Спосіб життя
Імаго літають з жостня по травень. Личинки харчуються листям Genista tinctoria, Genista anglica, Genista pilosa і, можливо, Cytisus scoparius.